# Haliclona anonyma
Haliclona anonyma är en svampdjursart som först beskrevs av Stephens 1915.  Haliclona anonyma ingår i släktet Haliclona och familjen Chalinidae. Inga underarter finns listade i Catalogue of Life.